# ジュブナイル (番組)
TOYOTAスペシャル ジュブナイル～夢に手が届く日は、2003年2月3日から2月6日まで日本テレビ系列で放送された特別番組。
2004年1月10日に「TOYOTAスペシャル ジュブナイル2 ～夢のプロ野球へ 21歳の挑戦～」が放送された。

## 概要
番組で子供の頃に抱いた夢の実現に向けて動いている人々の姿を追いかけるドキュメント・バラエティー番組。
サッカー選手の中山雅史(当時ジュビロ磐田所属)が初めて司会を務める。

## 出演者
- 司会：中山雅史
- 木村佳乃
- 勝俣州和(2のナビゲーター)

## スタッフ
- ナレーター：佐藤政道、町田浩徳（日本テレビアナウンサー）
- 構成：吉橋広宣、池田一之、真田ゑみ子、渡辺哲夫、そーたに
- TM：原泰造
- SW：望月達史
- カメラ：小林宏義
- 調整：小澤郁彌
- 音声：大竹弘一
- 照明：山本智浩
- 美術：中原晃一
- デザイン：小林俊輔
- スタイリスト：池ヶ谷ひろ子、清水恵子
- FM：長谷川賢一
- TK：塚越倫子
- 音効：山本香織
- ロケ技術：八峯テレビ
- CG：神谷渉
- タイトル制作：浅海司
- 編集：横山亜希子（オムニバス・ジャパン）
- MA：清水伸行（オムニバス・ジャパン）
- AP：松本京子
- デスク：田口美和子
- 広報：杉山克美
- AD：金森孝宏（*1-1,3）、中尾大輔（*1-1）、上原梓（*1-1,4）、三好剛（*1-2,4）、渡辺健太郎、近藤淳（*1-2）、小野日出紀、嶋瀬暁弓（*1-3）、矢﨑ゆうこ（*1-4）
- リサーチ：フリード、HIT、オンリー・ユー、フォーミュレーション
- 海外リサーチ：OFFICE KEI、Top Spin
- 協力：日本テレビアート、ZORO
- 制作協力：ONLY YOU、モスキート、THE WORKS、IVSテレビ制作
- ディレクター：小林満、田辺昌邦、中道康夫、斉藤哲夫
- 演出：納富隆治
- プロデューサー：安岡喜郎/小江幸臣、斎藤みさ子、細工忠晴、萩原朋子
- 総合演出：財津功
- チーフプロデューサー：吉川圭三
- 製作著作：日本テレビ